# Budapesti EAC (szachy)
Budapesti Egyetemi Atlétikai Club, w skrócie Budapesti EAC, BEAC – węgierski klub szachowy z siedzibą w Budapeszcie, sekcja Budapesti EAC.

## Historia
Klub został założony w 1957 roku i na początku zakładał przede wszystkim współpracę z młodzieżą. W latach 60. i 70. klub występował w najwyższej klasie rozgrywkowej, sezon 1965/1966 kończąc na piątym miejscu. W tym okresie w klubie grał m.in. Tibor Flórián. W latach 80. i 90. klub występował w pierwszej i drugiej lidze. W 2002 roku klub powrócił do NB I. W sezonie 2008/2009 Budapesti EAC zajął piąte miejsce w lidze, mając w składzie takich zawodników, jak Ołeh Romanyszyn, Kaido Külaots czy Gergely Antal. Rok później zespół spadł z NB I. Powrócił do niej na krótko w sezonie 2012/2013.